# Badland Hunters
Badland Hunters (황야?, Hwang-yaLR) è un film del 2024 diretto da Heo Myeong Haeng al suo debutto alla regia. Il film è un sequel del film del 2023 Concrete Utopia e riprende la storia della trasformazione post-terremoto di Seul in una terra desolata apocalittica, dove tutto, dalla legge e dall'ordine alla civiltà, è crollato.
Il film è una produzione originale di Netflix ed è uscito su Netflix il 26 gennaio 2024.

## Trama
In un mondo post-apocalittico noto come Badlands, un gruppo di abili cacciatori, i Badland Hunters, emerge come ultima linea di difesa contro spietati banditi e creature mutanti. Guidati dal formidabile duo, Nam San e Choi Ji-wan, i cacciatori navigano nelle lande desolate, alla ricerca di risorse per sostenere il loro villaggio in difficoltà.
I guai si creano quando una misteriosa banda rapisce Su-na, un amato membro della comunità. I Badland Hunters intraprendono un pericoloso viaggio per salvarla, svelando un sinistro complotto di uno scienziato disonesto, il dottor Yang Gi-su. Spinto dalla ricerca dell'immortalità, Gi-su conduce pericolosi esperimenti, trasformando gli abitanti del villaggio catturati in mutanti.
Mentre i cacciatori affrontano soldati mutanti e sfide letali, scoprono gli oscuri segreti di un laboratorio abbandonato. Il destino di Su-na e dell'intero villaggio è in bilico mentre i Cacciatori delle Badlands si impegnano in intense battaglie, affrontando infine i contorti esperimenti di Gi-su.
In mezzo al caos, le amicizie vengono messe alla prova e i cacciatori devono fare affidamento sulle loro abilità di combattimento per garantire la sopravvivenza.

## Produzione
Il film è stato pianificato dopo la produzione del film Concrete Utopia il 14 novembre 2021. Le riprese sono iniziate il 15 febbraio 2022 e si sono concluse il 18 maggio 2022.
Il 2 novembre 2023, Netflix ha confermato la produzione del film diretto dal regista di arti marziali Heo Myung-haeng e prodotto da Climax Studios, Big Punch Pictures e Nova film come coproduttori.
An Ji-hye, che interpreta un sergente delle forze speciali Eun-ho, ha interpretato il 99% delle sue scene d'azione nel film.

## Distribuzione
Il film è stato distribuito sulla piattaforma Netflix a partire dal 26 gennaio 2024.

## Accoglienza
Sul sito web dell'aggregatore di recensioni Rotten Tomatoes, il film ha un indice di gradimento dell'86% basato su 7 recensioni, con una valutazione media di 7/10.
Romey Norton, scrivendo su Ready Steady Cut, ha valutato il film con un punteggio di 4/5 e ha scritto: "Badland Hunters è emozionante dall'inizio alla fine, pieno di azione, pericolo, brutalità e un po' di umorismo per smorzare il limite". Christopher Cross di Asynchronous Media ha valutato il film 3,5/5 e ha detto: "Badland Hunters ha lo slancio sufficiente per mettere insieme una serie di scazzottate e combattimenti ravvicinati che entusiasmeranno qualsiasi fan dell'azione." Roger Moore di Movie Nation ha valutato il film con un punteggio di 2,5/4 e ha affermato: "La storia è riciclata e non c'è nulla che dovrebbe suscitare l'interesse di chiunque abbia visto un singolo film di zombie post-apocalittico". Poi Moore ha aggiunto: "Ma i ritmi d'azione sono di prim'ordine, le coreografie di combattimento di livello superiore e i discorsi spazzatura... è il film di serie B di alto livello."